# Renée Poetschka
Renée Poetschka, född 1 maj 1971 i Dampier, är en australisk före detta friidrottare som tävlade i kortdistanslöpning främst 400 meter.
Poetschkas främsta merit är bronsmedaljen som en del av stafettlaget på 4 x 400 meter vid VM 1995 i Göteborg. Hon var i semifinal vid Olympiska sommarspelen 1996 och vid VM 1991 och 1995 utan att ta sig vidare till finalen.

## Personliga rekord
- 400 meter - 50,47 från 1995